# Nicole Sanderson
Nicole Therese Sanderson (Perth, 1 april 1976) is een voormalig Australisch beachvolleyballer. Ze won met Natalie Cook de bronzen medaille bij de wereldkampioenschappen in 2003 en eindigde een jaar later bij de Olympische Spelen op de vierde plaats.

## Carrière
Sanderson debuteerde in 1998 in de FIVB World Tour met Tania Gooley. Het duo speelde dat jaar zeven internationale wedstrijden met twee vijfde plaatsen in Toronto en Marseille als beste resultaat. Het seizoen daarop namen ze deel aan twee reguliere wedstrijden en aan de WK in Marseille, waar ze als vijfentwintigste eindigden. In 2000 speelde ze drie wedstrijden met Angela Clarke. Als gevolg van een knieblessure wist ze zich verder niet te kwalificeren voor de Olympische Spelen in eigen land. Sanderson vormde in 2002 vervolgens een team met Annette Huygens Tholen. Ze namen deel aan elf toernooien in de World Tour waarbij ze driemaal in de top tien eindigden; in Montreal werden ze vijfde en in Madrid en Osaka negende.
Van 2003 tot en met 2006 speelde Sanderson samen met Natalie Cook. In hun eerste jaar werden ze driemaal derde in de World Tour (Osaka, Lianyungang en Los Angeles) en wonnen ze bovendien de bronzen medaille bij de WK in Rio de Janeiro ten koste van het Amerikaanse duo Jenny Jordan en Annett Davis. In 2004 deed het duo mee aan vijf toernooien met een tweede plaats in Osaka als beste resultaat. Bij de Olympische Spelen in Athene verloren Sanderson en Cook de wedstrijd om het brons van het Amerikaanse duo Elaine Youngs en Holly McPeak. Het seizoen daarop speelden ze vijf wedstrijden in de World Tour met als beste resultaat een vijfde plaats in Montreal. In 2006 namen Sanderson en Cook aan elf toernooien deel waarbij ze niet verder kwamen dan een zevende plaats in Shanghai. In Phuket speelde Sanderson in november dat jaar haar laatste wedstrijd in de World Tour.

## Palmares
Kampioenschappen
- 2003:  WK
- 2004: 4e OS

FIVB World Tour
- 2003:  Osaka Open
- 2003:  Lianyungang Open
- 2003:  Grand Slam Marseille
- 2004:  Osaka Open